# أبو الحجاج الأشعري
```

```

أبو الحجاج الأشعري (توفي نحو 600 هـ - 1203 م)، أحمد بن محمد بن إبراهيم شهاب الدين أبو الحجاج الأشعري الشافعي، هو عالم بالأنساب حيث وضع مختصراً فيها سماه (التعريف بالأنساب) ثم عمل (اللباب في معرفة الأنساب - خ) في الأحمدية بتونس (1666) 172 ورقة قال مصنفه: (ذكرت فيه أمهات القبائل وبطونها وجعلته مدخلاً إلى علم النسب) وآيضاً عمل (طرفة المجالس وتحفة المجالس - خ) بالزيتونة 